# Jan Jeuring

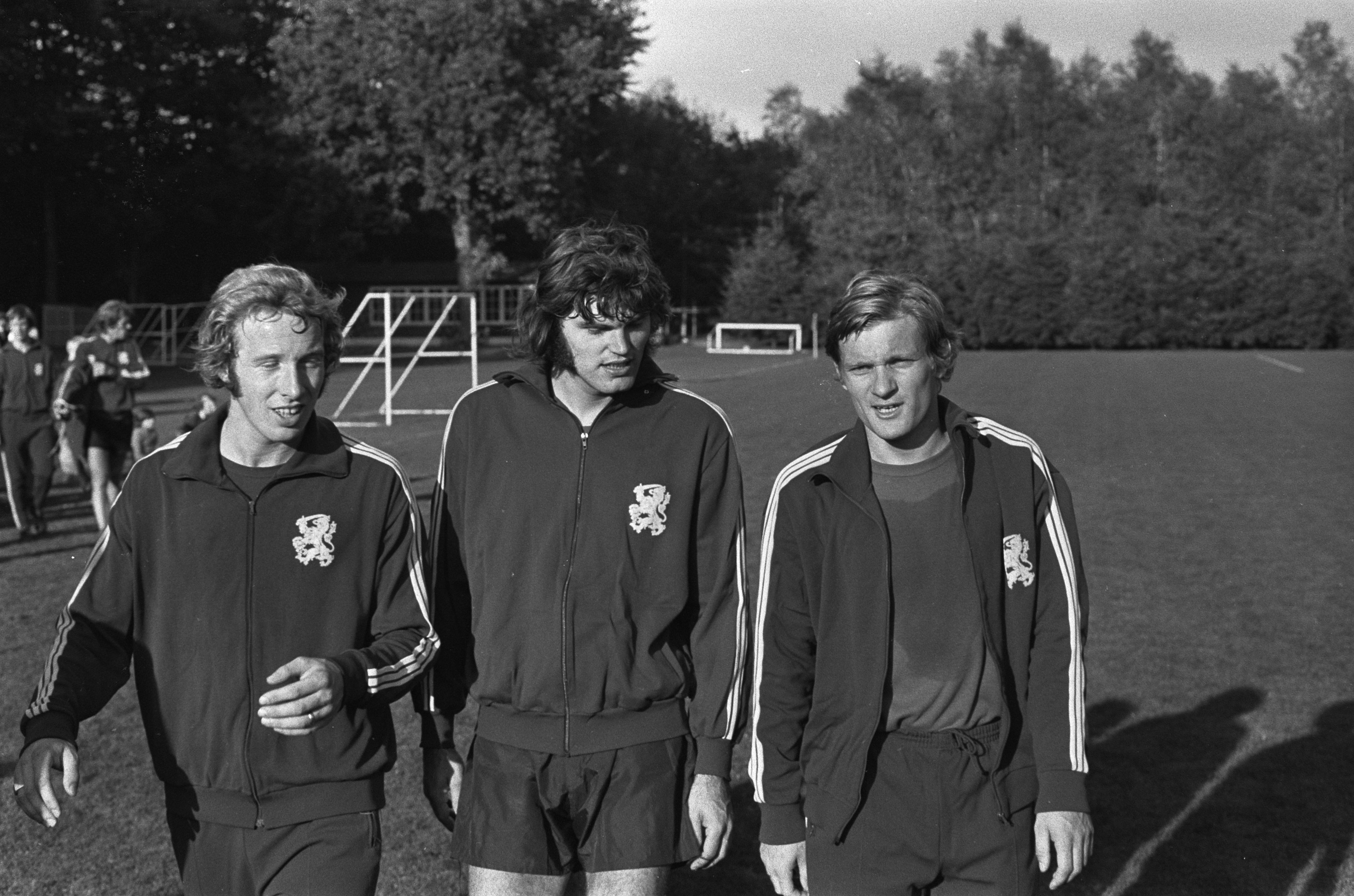
Jan Jeuring (links) in 1971

Jan Jeuring (Enschede, 27 november 1947) is een voormalig Nederlands voetballer die gedurende zijn professionele loopbaan uitsluitend voor FC Twente uitkwam. In elf seizoenen maakte hij 103 competitiedoelpunten, waarmee hij lange tijd clubtopscoorder aller tijden was.

## Loopbaan
Jeuring speelde vanaf zijn twaalfde in de jeugd van Sportclub Enschede. Hij maakte zijn debuut in het eerste elftal in het seizoen nadat deze club in 1965 was teruggekeerd naar de amateurs. Met leeftijdsgenoten Theo Pahlplatz en Epi Drost werd Jeuring in de zomer van 1966 door FC Twente ingelijfd. Onder de nieuwe trainer Kees Rijvers verwierf de achttienjarige Jeuring direct een basisplaats. In zijn eerste seizoen werd hij met tien doelpunten in de competitie clubtopscorer. In de volgende seizoenen had Jeuring naast goalgetters als Dick van Dijk en Antal Nagy de positie van schaduwspits. FC Twente ontwikkelde zich in deze jaren tot een ploeg die ieder jaar in de hoogste regionen van de Eredivisie te vinden was. In de seizoenen 1968/69 en 1973/74 was de club zelfs lang in de race voor het landskampioenschap.
Jeuring speelde tussen 1966 en 1977 326 competitiewedstrijden, 34 bekerwedstrijden en 32 Europese wedstrijden voor FC Twente. Met de club stond hij in seizoen 1972/73 in de halve finale en in seizoen 1974/75 in de finale van de UEFA Cup. Zowel in 1972 als in 1974 stond hij in de belangstelling van Feyenoord, maar beide keren ketste een transfer af.
De clubsuccessen zorgden ervoor dat Jeuring werd uitgenodigd voor het Nederlands elftal. Onder bondscoach František Fadrhonc maakte hij op 10 oktober 1971 zijn interlanddebuut, toen hij in een met 3-2 gewonnen thuiswedstrijd tegen de DDR in de 71e minuut inviel voor Dick van Dijk. Na nog een keer reserve te hebben gestaan, duurde het tot 28 maart 1973 dat hij weer opgeroepen werd en zijn tweede interland speelde. In een oefenwedstrijd tegen Oostenrijk speelde Jeuring de volledige wedstrijd. Het was tevens zijn laatste wedstrijd voor Oranje. In het seizoen 1973/74 was Jeuring langdurig geblesseerd, waardoor hij een selectie voor het wereldkampioenschap voetbal kon vergeten. Behalve voor het Nederlands elftal speelde Jeuring ook verschillende keren voor het Nederlands B-elftal en het Nederlands militaire voetbalelftal.
Jeuring was viermaal seizoenstopscorer van FC Twente. Met 103 competitiedoelpunten was hij lang clubtopscorer aller tijden. Op 15 augustus 2009 werd hij door Blaise Nkufo gepasseerd. Inclusief negentien doelpunten in Europees verband en vijftien doelpunten in bekerduels scoorde Jeuring 137 keer voor FC Twente in een officiële wedstrijd, wat nog wel een clubrecord is. Twee keer scoorde hij vier doelpunten in één wedstrijd, in 1970 in een competitiewedstrijd tegen NAC en in 1972 in de UEFA Cup tegen BK Frem.
In seizoen 1976/77 haalde hij zijn enige prijs: de KNVB beker. De met 3-0 (na verlenging) gewonnen finale tegen PEC Zwolle, waarin hij het laatste doelpunt scoorde, was tevens zijn laatste wedstrijd in het betaalde voetbal. Hij besloot terug te keren naar zijn oude club Sportclub Enschede, waarvoor hij nog vijf jaar uitkwam. In deze periode wist de ploeg te promoveren naar de hoofdklasse.
Na zijn actieve voetbalcarrière was Jeuring onder andere spitsentrainer bij de jeugd van FC Twente. Tot 2010 was hij eigenaar van een snackbar in Enschede, welke nu wordt gerund door zijn schoonzoon.

## Clubstatistieken
Aantal gespeelde wedstrijden en gescoorde doelpunten in de competitie.
| Seizoen | Club      | Competitie | Duels | Goals |
| ------- | --------- | ---------- | ----- | ----- |
| 1966/67 | FC Twente | Eredivisie | 32    | 10    |
| 1967/68 | FC Twente | Eredivisie | 32    | 8     |
| 1968/69 | FC Twente | Eredivisie | 34    | 4     |
| 1969/70 | FC Twente | Eredivisie | 32    | 14    |
| 1970/71 | FC Twente | Eredivisie | 34    | 17    |
| 1971/72 | FC Twente | Eredivisie | 31    | 3     |
| 1972/73 | FC Twente | Eredivisie | 34    | 13    |
| 1973/74 | FC Twente | Eredivisie | 20    | 2     |
| 1974/75 | FC Twente | Eredivisie | 26    | 8     |
| 1975/76 | FC Twente | Eredivisie | 29    | 20    |
| 1976/77 | FC Twente | Eredivisie | 22    | 4     |
| Totaal  | Totaal    | Totaal     | 326   | 103   |